# محمد نصراوي
محمد نصراوي (بالعربية: محمد النصراوي) هو لاعب كرة قدم تونسي في مركز الدفاع، ولد في 18 أغسطس 2002 في تونس. لعب مع النادي الرياضي الصفاقسي.

## وصلات خارجية
- محمد النصراوي على موقع قاعدة بيانات كرة القدم.إي يو (الإنجليزية)
- محمد النصراوي على موقع Soccerway.com (الإنجليزية)
- محمد النصراوي على موقع عالم كرة القدم.نت (الإنجليزية)